# Maserati 450S
Maserati 450S är en sportvagn, tillverkad av den italienska biltillverkaren Maserati mellan 1956 och 1959.

## Bakgrund
Maserati tävlade i FIAs världsmästerskap för sportvagnar, men hade svårt att konkurrera med de större Ferrari-, och Jaguar-modellerna. Därför behövdes en större modell.

## Utveckling
Den nya sportvagnen blev en förstorad version av 300S. Motorn var helt nykonstruerad. Det var en V8, med två överliggande kamaxlar per cylinderrad. Den femväxlade växellådan var också ny, men fortfarande placerad bak vid slutväxeln. Chassit var större än på 300:n, men hjulupphängningarna, med dubbla tvärlänkar och skruvfjädrar fram och en De Dion-axel bak, följde samma princip. 450S var dåtidens snabbaste sportvagn, med en motoreffekt på 365 hk. Bromsarna dimensionerades därefter, men var fortfarande gammaldags trummor runt om.
Till 1957 ökades motoreffekten till 400 hk. I slutet av året blev Maseratis ekonomiska problem akuta. Man tvingades att avveckla tävlingsavdelningen och sälja bilarna till privatkunder.
Efter 1957 försågs flera bilar med ännu större motorer på upp till 5,6 liter och 526 hk. Motorn kom senare att användas i Maseratis superlyxsportbil 5000 GT.

## Tekniska data
| Tekniska data           | 450S                                                             |
| ----------------------- | ---------------------------------------------------------------- |
| Motor:                  | Frontmonterad 8-cylindrig V-motor                                |
| Cylindervolym:          | 4477 cm³                                                         |
| Borrning x slaglängd:   | 93,8 x 81 mm                                                     |
| Max effekt vid varvtal: | 400 hk vid 7 200 v/min                                           |
| Ventilstyrning:         | 2 överliggande kamaxlar per cylinderrad, 2 ventiler per cylinder |
| Kompression:            | 9,5:1                                                            |
| Förgasare:              | 4 Weber 45 IDM                                                   |
| Växellåda:              | 5-växlad manuell, transaxel                                      |
| Hjulupphängning fram:   | Dubbla tvärlänkar, skruvfjädrar, hydrauliska stötdämpare         |
| Hjulupphängning bak:    | De Dion-axel, tvärliggande bladfjädrar, hydrauliska stötdämpare  |
| Bromsar:                | Hydrauliska trumbromsar                                          |
| Chassi & kaross:        | Fackverksram med aluminiumkaross                                 |
| Hjulbas:                | 240 cm                                                           |
| Torrvikt:               | 800 kg                                                           |
| Toppfart:               | 310 km/h                                                         |

## Tävlingsresultat

### Sportvagns-VM 1956
450S visades upp första gången vid säsongens sista lopp, Sveriges Grand Prix, där den gjorde några träningsvarv.

### Sportvagns-VM 1957
1957 satsade Maserati helt ut på 450:n. Bilen vann två lopp under säsongen, Sebring 12-timmars genom Juan Manuel Fangio och Jean Behra och Sveriges Grand Prix genom Behra och Stirling Moss. Zagato byggde en speciell coupé-kaross till en 450S inför Le Mans, men bilen tog sig inte i mål.
Maserati slutade på andra plats i VM, efter Ferrari.
Utanför VM tog Carroll Shelby flera segrar med bilen i USA.

### Efter 1957
Efter säsongen 1957 tvingade det bistra ekonomiska läget företaget att avveckla tävlingsavdelningen. De flesta bilarna såldes till USA, där de fortsatte att användas i olika tävlingar.